# Pornhub
Pornhub je mrežna usluga za razmjenu pornografskih videozapisa i najveće pornografsko mrežno mjesto na internetu. Osnovan je u Montréalu 2007. i otad pruža profesionalne i amaterske usluge fotografiranja. Ima urede i poslužitelje u San Franciscu, Houstonu, New Orleansu i Londonu. U ožujku 2010. kupila ga je tvrtka Manwin (danas poznata pod imenom MindGeek) koja također posjeduje druga pornografska mrežna mjesta.

## Povijest
Mrežno mjesto, tada u sklopu tvrtke Interhub, osnovao je web-programer Matt Keezer i pokrenuo početkom 2007. godine. U ožujku 2010. tvrtku je kupio Fabian Thylmann, rukovodeći partner konglomerata Manwin, danas poznatijeg pod imenom MindGeek. Pornhub sačinjava MindGeekovu "mrežu Pornhub" (engleski: "Pornhub NETWORK") koja se sastoji od mrežnih mjesta YouPorn, RedTube i njima sličnim. Iako nije najpopularnije pornografsko mrežno mjesto, ipak je najveće na internetu pružajući više videozapisa od bilo kojeg sličnog mjesta.
Posjetiteljima se omogućuje pregled pornografskih videozapisa iz niza kategorija, uključujući profesionalne i amaterske videozapise. Korisnici imaju na raspolaganju razne mogućnosti poput podjele videozapisa na društvenim mrežama ili ocjenjivanje njihova kvaliteta. Korisnici također mogu stvoriti besplatni račun koji im omogućava komentiranje, preuzimanje i dodavanje videozapisa na popis omiljenih videa; također mogu postavljati vlastite videozapise. Kako bi se riješili nelegalnog sadržaja, korisnici se poticaju da prijave neprikladne videozapise koje će Pornhub potom pregledati i ukloniti ako krše uvjete pružanja usluge.
U nastojanju da pruži što bolju kvalitetu sadržaja, tvrtka je u listopadu 2013. pokrenula uslugu "Pornhub Select" (doslovno "Pornhub bira" u značenju "Odabrani sadržaj s Pornhuba"). Dana 9. listopada 2013. Pornhub je pokrenuo mrežno mjesto za kuratorstvo pod nazivom "PornIQ" koji koristi razne algoritme kako bi napravio prilagođene popise za reprodukciju koji se zasnivaju na nizu čimbenika, počev od omiljenih vrsta pornografskih videozapisa, koliko je sati kad korisnik posjećuje, u kojem se dijelu svijeta nalazi, pa do dostupnog vremena kojim korisnik raspolaže da ga (ili ih) gleda. David Holmes s PandoDailyja naglasio je da ovakav način izgradnje prilagođenih popisa za reprodukciju koristeći znatnu količinu podataka, izdvaja Pornhub od drugih usluga koje su pokušale napraviti slične stvari. Također je naglasio da ovo označava novi trend među mjestima zasnovanih na standardu Web 2.0 tako što se prelazi s običnog traženja sadržaja na pasivno kuratorstvo.
Prema podacima iz 2009. tri najveća pornografska mrežna mjesta "RedTube, YouPorn i PornHub – zajedno imaju 100 milijuna pojedinačnih posjetitelja". Nakon što je Njemačka porazila Brazil na Svjetskom prvenstvu u nogometu 2014., Pornhub je apelirao korisnicima da prestanu postavljati snimke s naslovima koji sadrže seksualne aluzije na poraz.
U lipnju 2015. PornHub je objavio da će početi snimati pornografske filmove u svemiru, nazivajući ih Sexplorations. Nadaju se da će pokrenuti svemirsku misiju i snimiti film 2016. godine, s tim da će donatori s IndieGogoa pokriti troškove produkcije od 3,4 milijuna dolara. U Sexplorationsu glumit će Eva Lovia i Johnny Sins koji će proći kroz "šest mjeseci rigorozne obuke" prije svemirske misije.
Dana 1. veljače 2016. PornHub je pokrenuo internetski kazino koga pokreću Betsoft, Endorphina i 1x2gaming. Za prvotravanjsku šalu 2016. godine glavna stranica promijenjena je u CornHub ("corn" je engleska riječ za kukuruz) koja je prikazivala videozapise kukuruza u kombinaciji sa seksualno primamljivim naslovima.

### Navodi kršenja autorskih prava
Godine 2010. pornografske tvrtke Pink Visual i Ventura Content pokrenule su sudski spor navodeći da su vlasnici Pornhuba, Mansef Inc. i Interhub, prekršili njihova autorska prava pokazivajući 95 videozapisa na mrežnim mjestima Pornhub, Keezmovies, Extremetube i Tube8. Ventura Content naveo je da je 45 videozapisa reproducirano "na desetine milijuna puta" i da piratstvo ugrožava "cijelu industriju za odrasle". Parnica je riješena u listopadu 2010. s tim da se pojedinosti ne znaju. Stranke su se dogovorile da će mrežna mjesta sadržavati digitalne otiske prstiju videozapisa kako bi ubuduće lakše mogli otkriti kršenje autorskih prava. Smatra se da Pornhub i slične tvrtke predstavljaju jaku konkurenciju mrežnim mjestima s plaćenim sadržajem, tradicionalnim pornografskim časopisima i pornografskim DVD-ovima.

## Nosivi uređaj
U veljači 2015. godine kompanija je najavila da rade na narukvici opremljenoj električnim generatorom kinetičke energije. Prvenstveno namijenjen muškarcima, uređaj koristi gornje i donje kretanje prilikom samozadovoljavanja za punjenje potrošačke elektronike.